# Киевский троллейбус грузовой
КТГ (Киевский троллейбус грузовой) — грузовой троллейбус, выпускавшийся на Киевском заводе электротранспорта им. Ф. Э. Дзержинского. Троллейбус мог работать как от контактной сети, так и от двигателя внутреннего сгорания.

## Модификации
- КТГ-1 (КТГ) — кузов вагонного типа
- КТГ-2 — с бортовым кузовом
- КТГ-3 — пассажирский КТП (серийно не выпускался)
- КТГ-4 — буфет/столовая
- КТГ-5 — техническая помощь
- КТГ-6 — поливомоечный
- КТГ-7 — седельный тягач (серийно не выпускался)
- КТГ-8 — рефрижератор
- КТГ-9 — самосвал, единственный экземпляр.
- КТГ-10 — грузовой/тех.помощь

## Использование
Во времена СССР грузовые троллейбусы широко использовались в городах, имевших троллейбусное хозяйство. Чаще всего грузовые троллейбусы принадлежали троллейбусным паркам. Крупные городские предприятия (особенно лёгкой промышленности) заказывали грузовые троллейбусы для перевозки готовой продукции с предприятий на городские склады или товарные железнодорожные станции. Грузовой троллейбус, в отличие от грузовика, был более дешёвым в эксплуатации благодаря очень низким ценам на электроэнергию. Большинство грузовых троллейбусов имело, помимо электродвигателя, также и карбюраторный двигатель внутреннего сгорания для непродолжительной работы в местах без контактной сети (территории предприятий, склады, товарные станции). В СССР наибольшее распространение грузовые троллейбусы получили в 1960—1980-х годах.
По состоянию на 2021 год несколько десятков машин продолжают эксплуатироваться. В большинстве случаев они используются как тягачи для буксировки неисправных троллейбусов в депо. КТГ работают во многих троллейбусных системах бывшего СССР, но постепенно списываются и уходят в утиль или в музеи. Машины (на ходу) продолжают эксплуатироваться в городах Украины, России, Молдавии, Кыргызстана. Около двух десятков троллейбусов сохраняются в качестве музейных экспонатов.

## Галерея

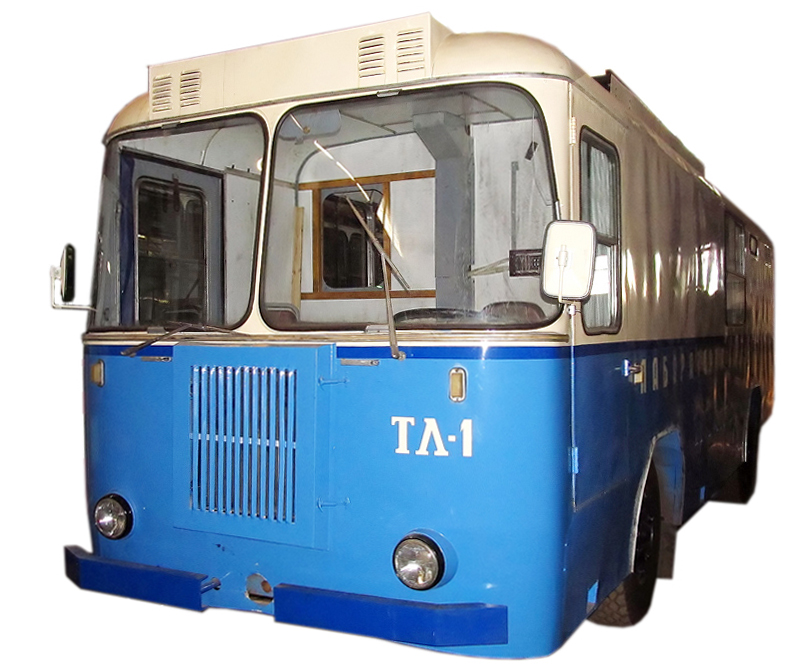
КТГ-1 ТЛ-1 Лаборатория контактной сети
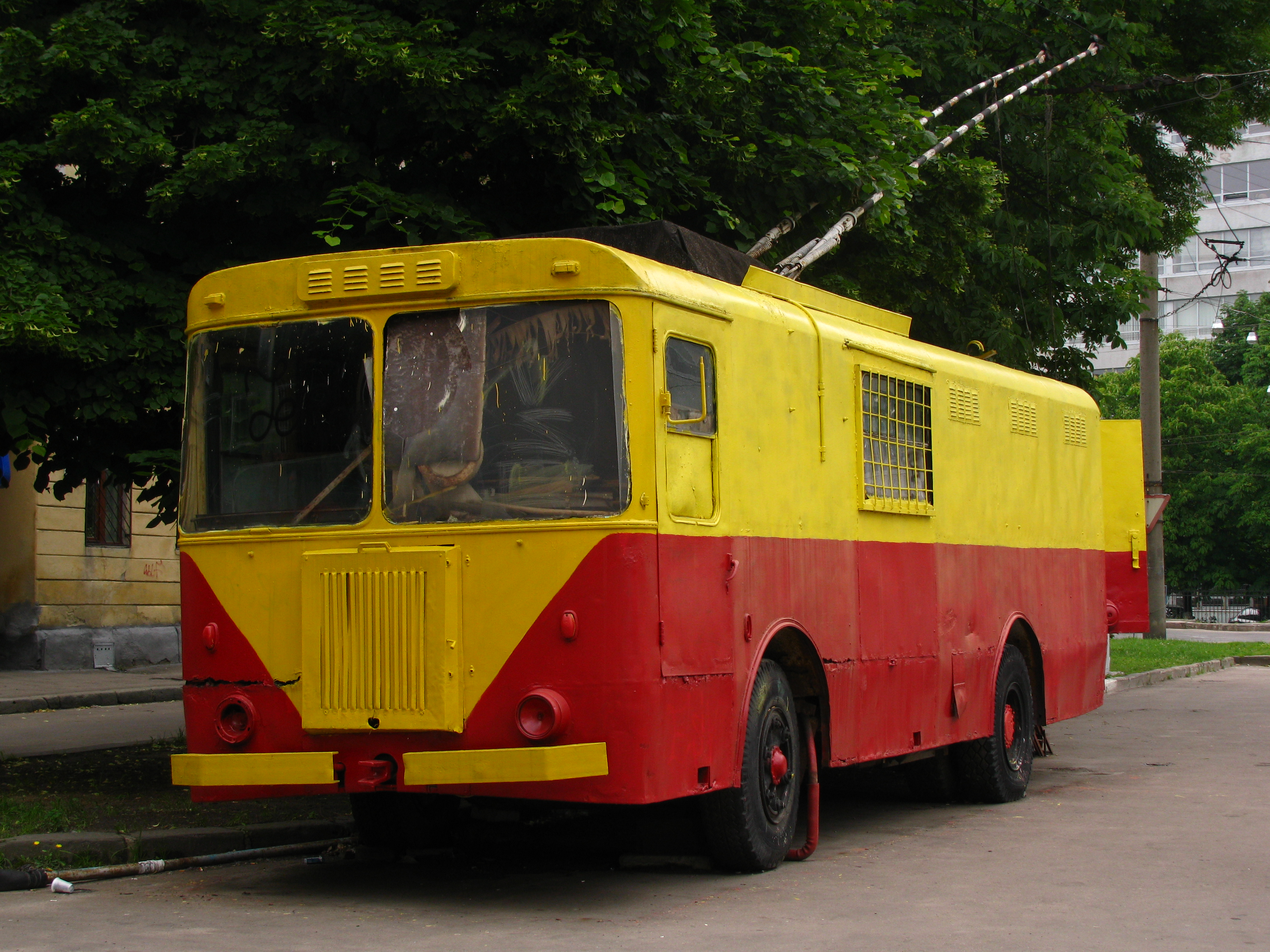
КТГ-1 во Львове
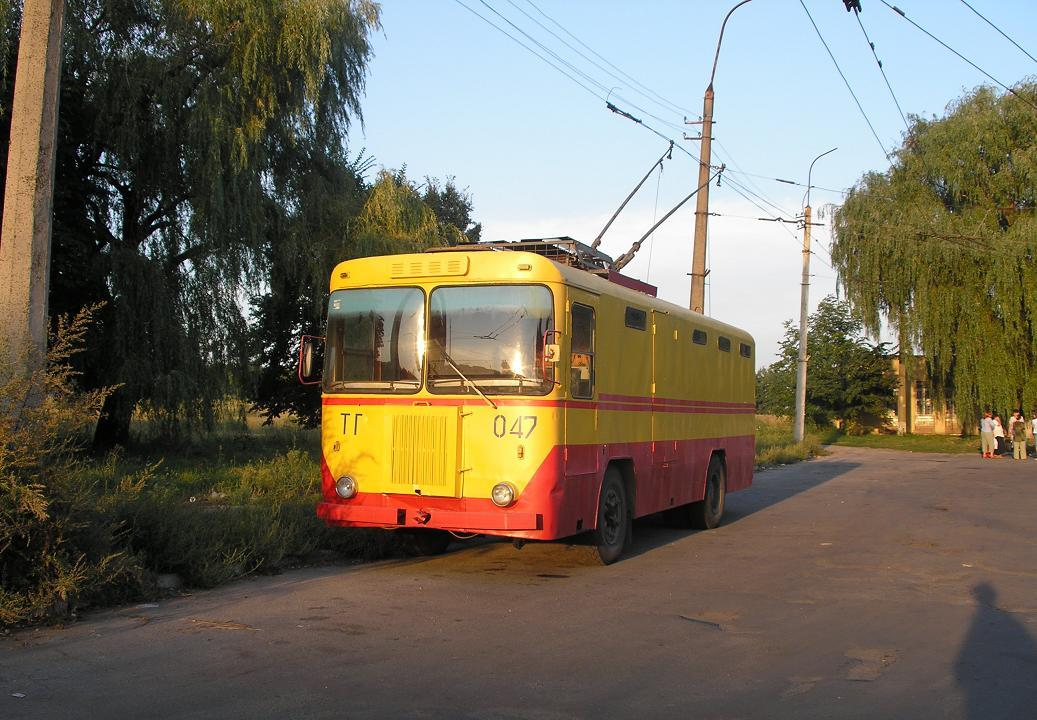
КТГ-1 в Белой Церкви
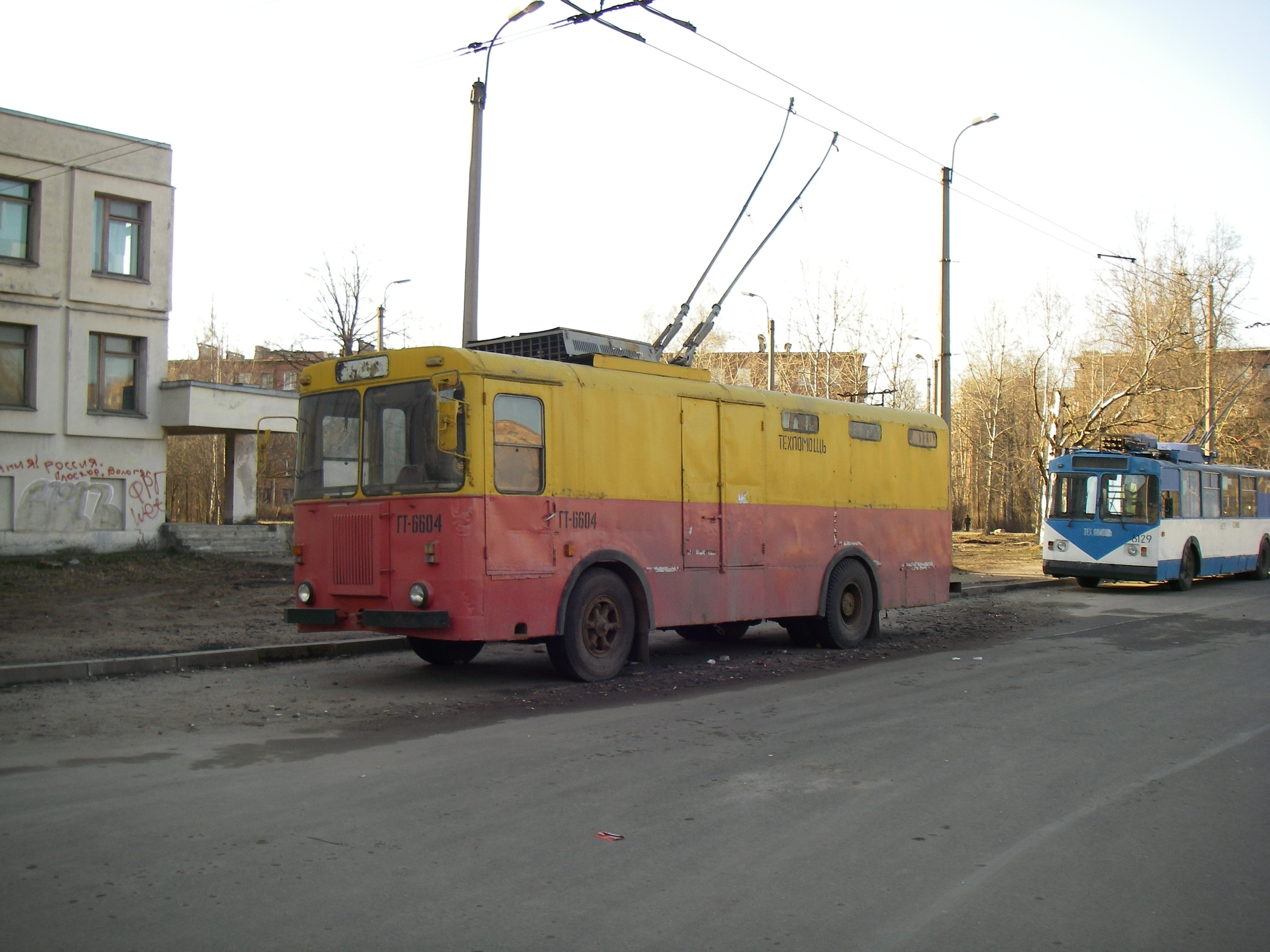
КТГ-1 в Санкт-Петербурге
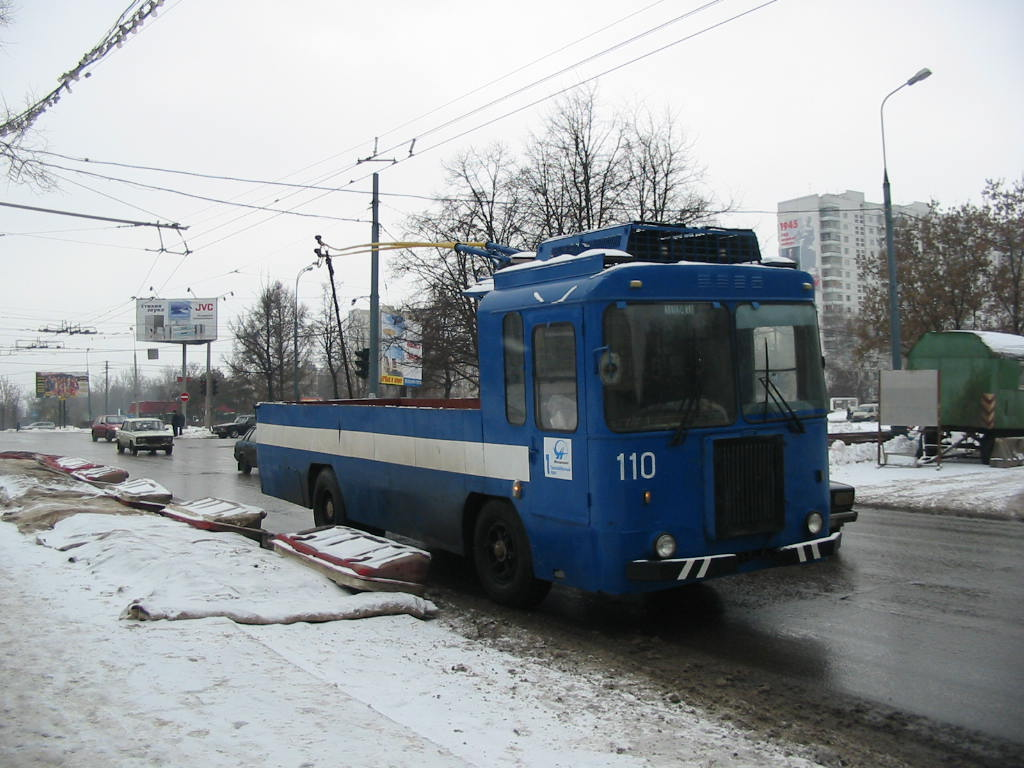
КТГ-2 в Москве
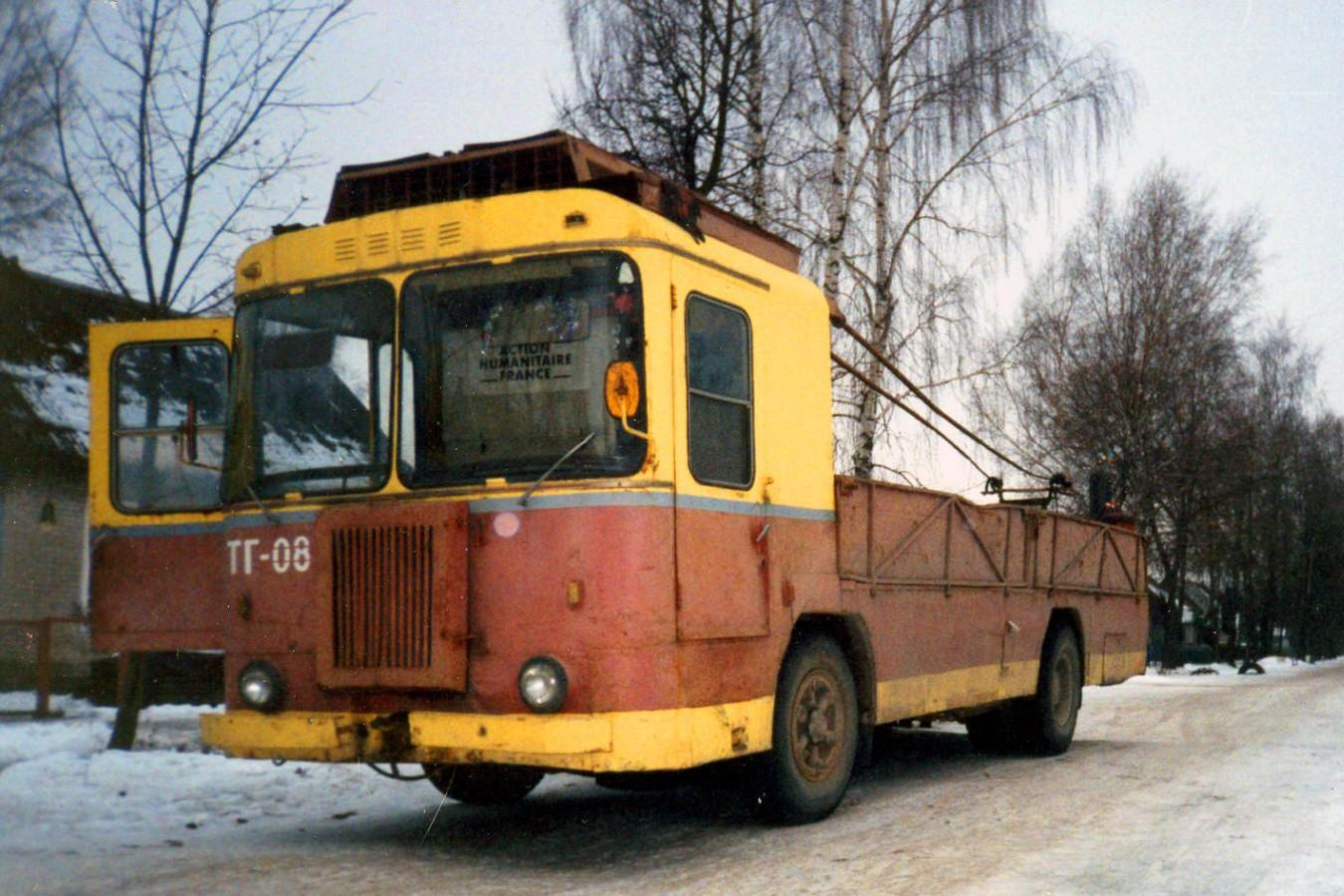
КТГ-2 в Брянске
КТГ-6 в Одессе
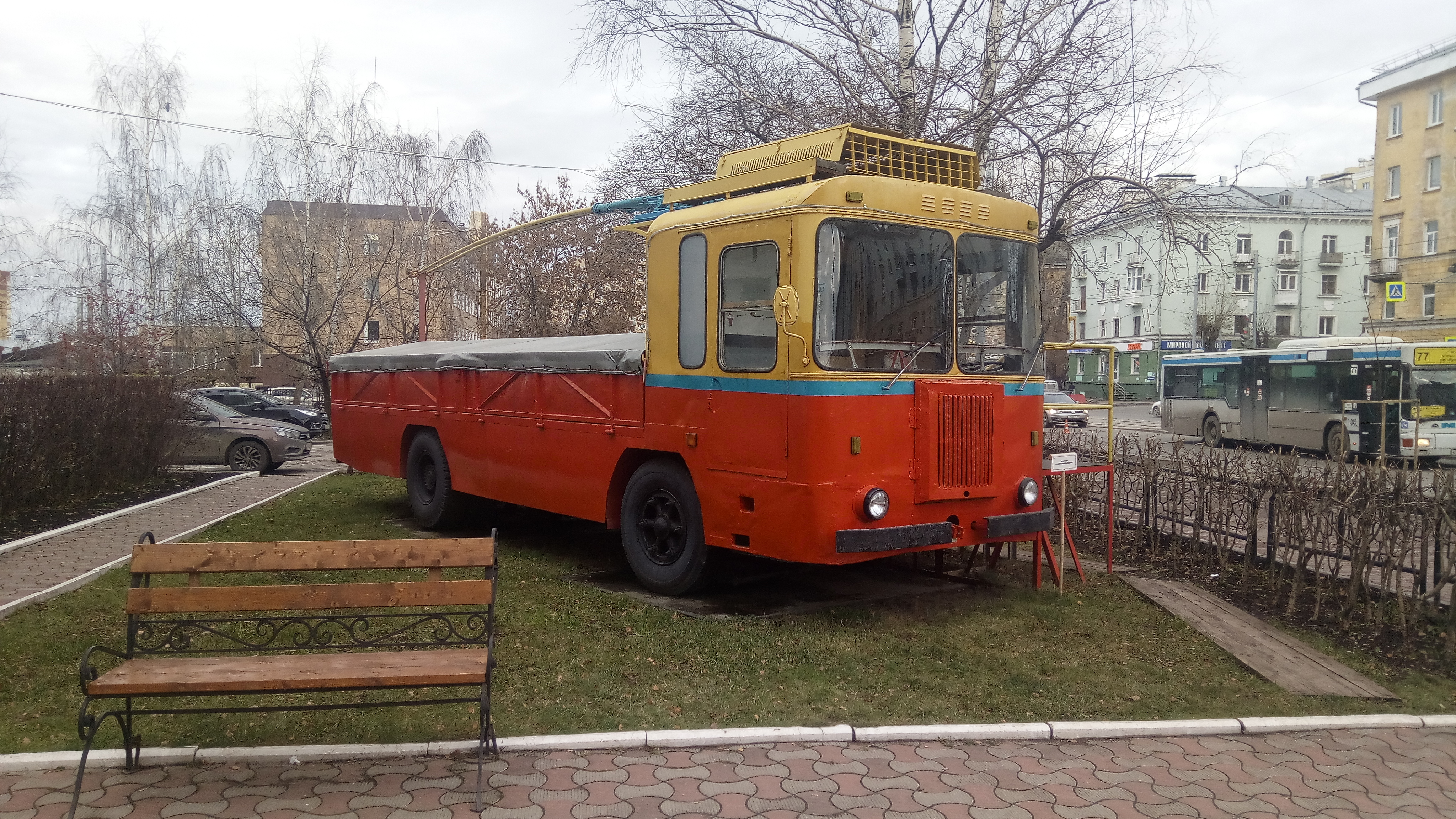
КТГ-2 в Перми
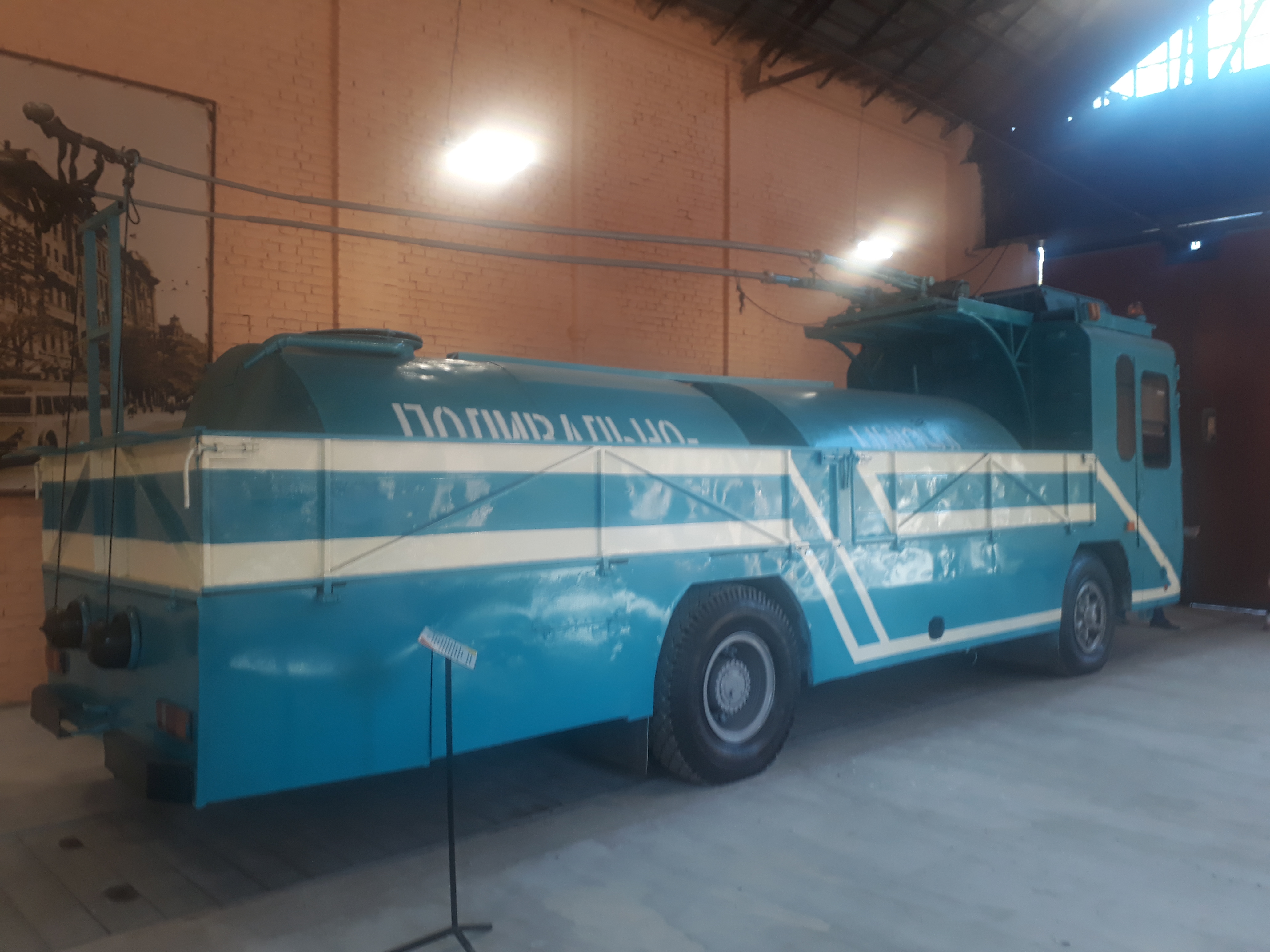
КТГ-6 в музее Одессагорэлектротранс
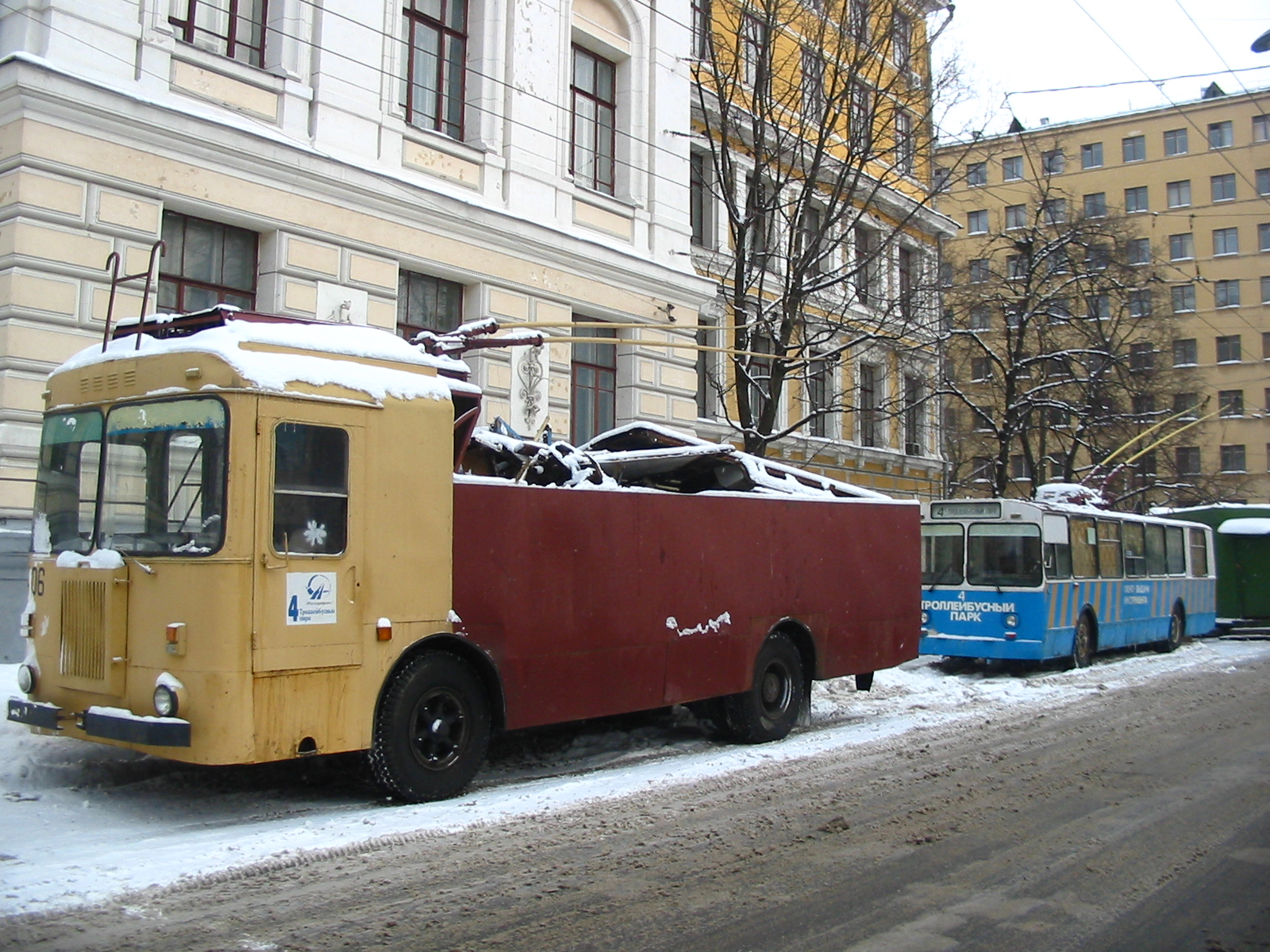
КТГ-2 с номером 406 в Москве ,сзади тех.помощь ЗиУ 682В
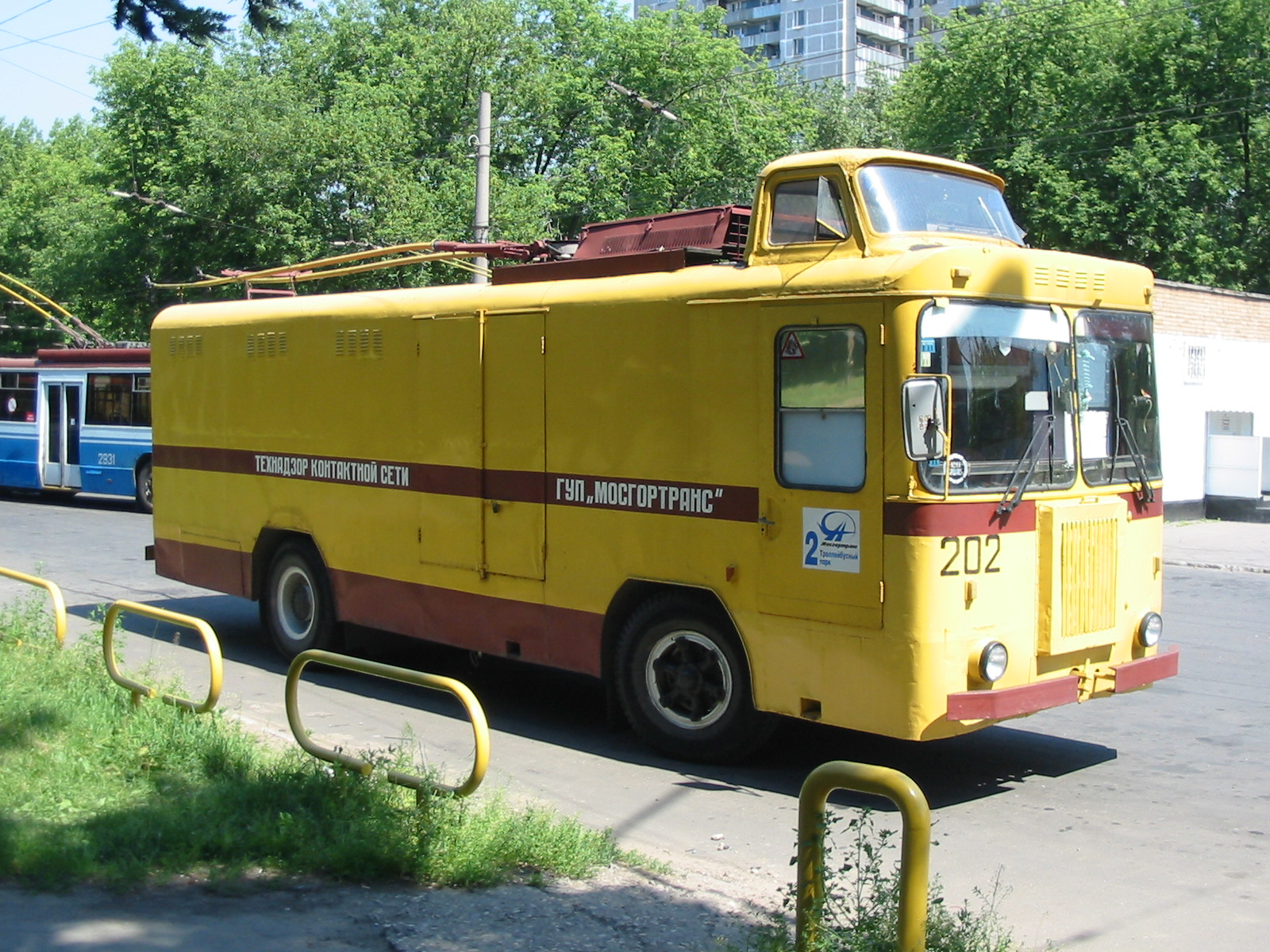
КТГ-1 технадзор контактной сети в Москве ,ныне музейный экспонат
КТГ-1 на конечной контроль токоутечки Санкт Петербург
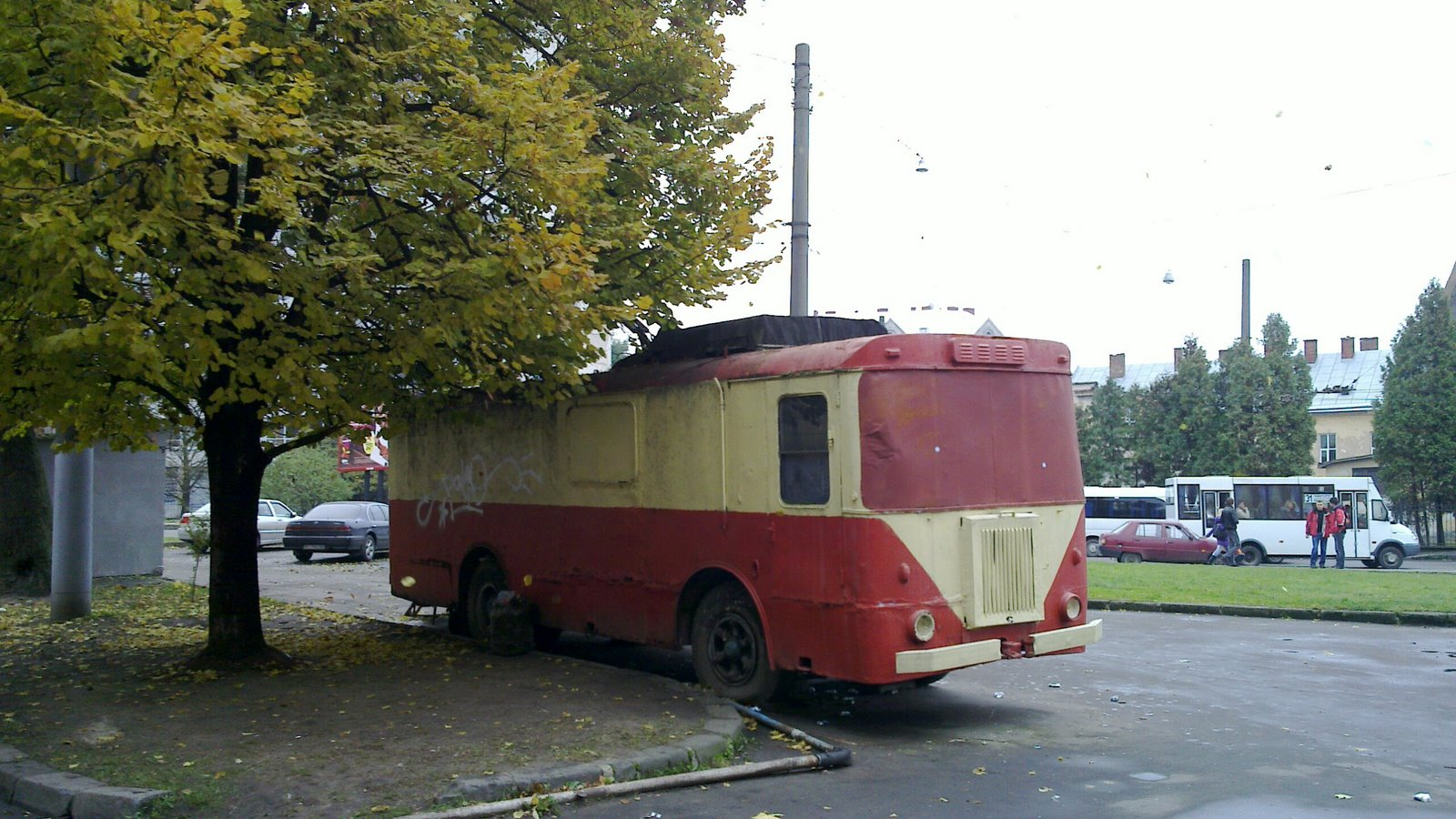
КТГ-1 или КТГ-4 столовая для водителей во Львове